# Joseph Gauger
Joseph Gauger (* 2. April 1866 in Winnenden; † 1. Februar 1939 in Elberfeld) war ein württembergischer evangelischer Geistlicher.

## Leben und Wirken
Der durch seine familiäre Herkunft stark vom württembergischen Pietismus geprägte Joseph Gauger war zunächst als Volksschullehrer tätig. Von 1889 bis 1893 studierte er anfangs Rechtswissenschaft, dann Evangelische Theologie an der Eberhard Karls Universität Tübingen und trat nach seiner Dienstprüfung in den Pfarrdienst der Evangelischen Landeskirche in Württemberg. 1898 übernahm er als Pfarrverweser die Stelle des Stadtpfarrers in Giengen/Brenz, verließ jedoch die württembergische Landeskirche sogleich und wandte sich der „Evangelischen Gesellschaft für Deutschland“ in Elberfeld als Inspektor zu. 1907 wurde er ihr Direktor. Für die „Evangelische Gesellschaft“ wirkte er als Publizist in deren Zeitschriften und anderen Veröffentlichungen. Außerdem unternahm er mehrere Reisen in den Nahen Osten und berichtete darüber. 1930 gründete er in Wuppertal die Freie Evangelische Wahlvereinigung und vertrat diese als Mitglied im Stadtrat dieser Stadt. Frühzeitig warnte Gauger vor dem Nationalsozialismus und schloss sich der Bekennenden Kirche an. Im Jahre 1912 gab Gauger erstmals das die Herrnhuter Losungen ergänzende Erbauungsbuch Licht und Kraft mit Andachten für die Tageslosung heraus, das bis heute im Druck erscheint.
Joseph Gauger war der Vater des Juristen und Pazifisten Martin Gauger, der 1941 in der NS-Tötungsanstalt Pirna-Sonnenstein ermordet wurde. Die Anglistikprofessorin Hildegard Gauger war die Tochter seines Bruders Samuel Gauger (1859–1941).

## Veröffentlichungen (Auswahl)
- Direktor Ziegler. Ein Erzieher von Gottes Gnaden. Ein Lebensbild, nach den Quellen dargestellt.  Buchh. d. Evang. Ges. für Deutschland, Elberfeld 1910.
- (Bearb.): Johannes Ziegler / Wilhelmsdorf. Ein Königskind. Die Geschichte der Brüdergemeinde Wilhelmsdorf. 3. Aufl. Verlag der Zieglerschen Anstalten, Wilhelmsdorf 1924.

- Vom Abendland ins Morgenland. Drei Teile. Licht-und-Leben-Verlag, Elberfeld 1928/1929 (= Reiseberichte aus dem Nahen Osten).
- (Hrsg.): Evangelischer Psalter für Haus und Gemeinschaft. Buchh. der Evang. Ges. für Deutschland, Elberfeld 1930.